# Eppeville
Eppeville é uma comuna francesa na região administrativa de Altos da França, no departamento de Somme. Estende-se por uma área de 4,95 km². Em 2010 a comuna tinha 1 828 habitantes (densidade: 369,3 hab./km²).